# The Goonies 'R' Good Enough
"The Goonies 'R' Good Enough" foi um compato (single) lançado pela cantora Cyndi Lauper para "Os Goonies", uma produção de Steven Spielberg dirigida por Richard Donner, de 1985, e que foi lançado ao mesmo tempo que o filme.

## Histórico
Antes da sua inclusão no The Essential Cyndi Lauper, em 2003, a canção era considerada uma raridade entre os fãs, pois nunca houvera aparecido em nenhum dos álbuns de Lauper ou mesmo coletâneas. Lauper admitiu em uma entrevista com Matthew Rettenmund para o seu livro de 1996 Totally Awesome 80s: A Lexicon of the Music, Videos, Movies, TV Shows, Stars, and Trends of that Decadent Decade que não gostava da canção, e por isso ela não a havia escolhido para incluí-la em sua primeira compilação Twelve Deadly Cyns...and Then Some de 1995.
A canção foi regravada por alguns artistas, como Bombones, Haruko Momoi, The Advantage, New Found Glory e Tomoyuki Uchida. Ela também aparece em várias interações de videogame dos Goonies da Konami, sendo Goonies o mais popular. E também aparece como uma versão instrumental de Pop'n Music 10.
Steven Spielberg foi o diretor musical de Cyndi na trilha sonora do filme Os Goonies. Ela procurou novas bandas para incluir no projeto, incluindo suas amigas, o grupo feminino The Bangles.
O título oficial da canção é apenas "Good Enough", este é o nome original que Cyndi a havia intitulado quando ela foi escrita e é dessa forma que ela anuncia a música nos concertos. Ela nunca a menciona com o título "The Goonies 'R' Good Enough" em qualquer concerto. O título da música foi alterado porque a Warner Brothers Studio insistiu que a comercialização da música era ligada com o filme, é nesta ocasião que "The Goonies 'R'" é agregado ao título da canção.
Cyndi se recusou a tocar a música ao vivo a partir de 1987. Ela finalmente voltou a incorporá-la em seus shows ao vivo durante várias apresentações na Austrália, em 2004. Os fãs continuaram solicitando a música e, eventualmente, Cyndi cantava o primeiro verso em coro a cappella. Desde então ela incorporou a música de volta em seu repertório ao vivo devido ao reconhecimento esmagador dos fãs.
Em 2012, ela gravou uma versão paródia ("Taffy Butt") para o episódio de estreia da segunda temporada de estreia de Bob's Burgers, uma série de televisão animada da Fox por insistência de seu filho, por ele ser fã da série.